# ليه كولمان
ليه كولمان (بالإنجليزية: Leslie Coleman)‏ هو سياسي أسترالي، ولد في 21 يناير 1895، وتوفي في 6 أكتوبر 1974. حزبياً، نشط في حزب العمال الأسترالي. وقد انتخب عضو المجلس التشريعي الفيكتوري.